# Тио де Надаль

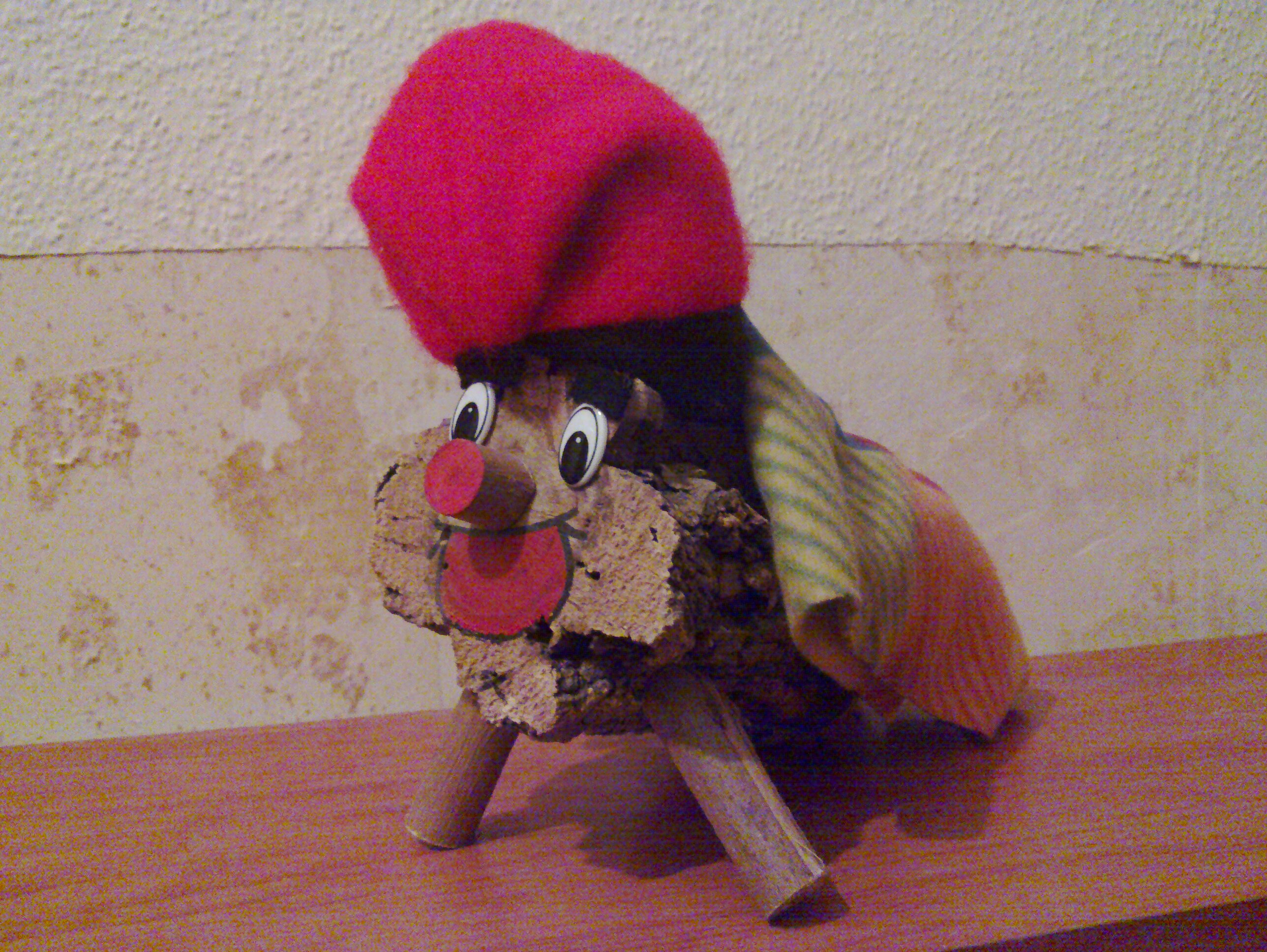
Фигурка Тио де Надаль

Тио́ де Нада́ль (Тио, исп. Tió de Nadal — букв. «рождественское полено») — каталонская и арагонская рождественская традиция, распространённая прежде всего в Каталонии, Арагоне, Окситании, а также в соседней Андорре.
По мнению исследователей, традиция имеет языческое происхождение и связана с обычаями празднования зимнего солнцестояния, культом возрождения природы, с надеждами на сельскохозяйственное изобилие нового урожая. В прошлом «тио» представляло собой обычное бревно, которое сжигали в домах и которое дарило обитателям свет и тепло, самое главное ощущение праздника. А пепел от сожжённого брёвнышка использовали в качестве талисмана, как защиту от молний, насекомых и т. д. Со временем традиция потеряла мифологическое, обрядовое значение. Она превратилась прежде всего в детский праздник.
Тио де Надаль — Рождественское полено — это полый внутри пенёк или обычное полено, с двумя или четырьмя деревянными ножками и с нарисованной улыбающейся мордочкой. Его фигурка делается самостоятельно или приобретается в магазине. Как правило, на Тио надевают типичную каталонскую шапочку под названием барретина, а также накрывают одеялом, чтобы ему не было холодно. Тио де Надаль — традиция, одна из самых популярных среди детей, так как Тио де Надаль в Рождество «какает» подарками и сладостями. В каталонской традиции рождественское полено известно также как Caga Tio — «какающее полено» (дядька).
Фигурку ставят в доме, например на окно или в камин. 8 декабря в день Непорочного Зачатия Девы Марии Тио начинают «кормить». Перед ним ставят посуду, куда складывают всё, что едят животные: кожуру от фруктов и от картофеля, скорлупу от орехов, яйца и т. п. Иногда за время «кормления» Тио «подрастает», так как взрослые подменяют его фигурку на более крупную. А рождественским вечером 24 декабря Тио начинают бить палками, прутиками, и даже деревянными ложками, тем самым заставляя его «какать» подарками.
Тио никогда не «выкакивает» крупные подарки. Их приносит Парэ Ноэль (кат. Pare Noel, Санта-Клаус) или цари с Востока (рождественские волхвы). Полено дарит безделушки, а также фундук, конфеты, туррон (традиционный рождественский десерт — нуга из мёда с орехами), вафли, халву для детей — все те сладости, без которых любое Рождество немыслимо. Обычно «избиение» сопровождается песенками, примерно такими:
Какай, какай,

полено Рождества

Не какай салакой —

Она невкусна.

А лучше конфетами

и даже нугой,

Они сладки и их съедим мы

все до одной.

Другой вариант:
Эй, полено!

Поднатужься

И покакай хорошенько!

Сыр, орехи и конфеты.

Получить скорей хочу!

Но не забывай, полено: 

Если будешь плохо какать,

Я возьму большую палку

И тебя поколочу!
Подобных песенок существует большое количество. Спев песню и хорошо поколотив Тио де Надаль, дети заглядывают под покрывало, чтобы посмотреть что он «выкакал». Секрет в том, что между песнями дети уходят в другую комнату, чтобы помолиться или просто «порепетировать» новые песни, что даёт родителям прекрасную возможность каждый раз подкладывать новые подарки под одеяло Тио. Это продолжается несколько раз, до тех пор, пока Тио не «покакает» луковицей или головкой чеснока, либо не «пописает» водой на пол.
В Каталонии существует и другая рождественская фигурка, связанная с испражнениями. Это каганер — сидящий на корточках раскрашенный человечек в национальном костюме, справляющий большую нужду.